# アフガニスタンの世界遺産
アフガニスタンの世界遺産（アフガニスタンのせかいいさん）はユネスコの世界遺産に登録されているアフガニスタン国内の文化・自然遺産の一覧。Category:アフガニスタンの世界遺産に索引がある。

## 文化遺産
- ジャームのミナレットと考古遺跡群 - (2002年）
- バーミヤン渓谷の文化的景観と古代遺跡群 - (2003年)

## 自然遺産

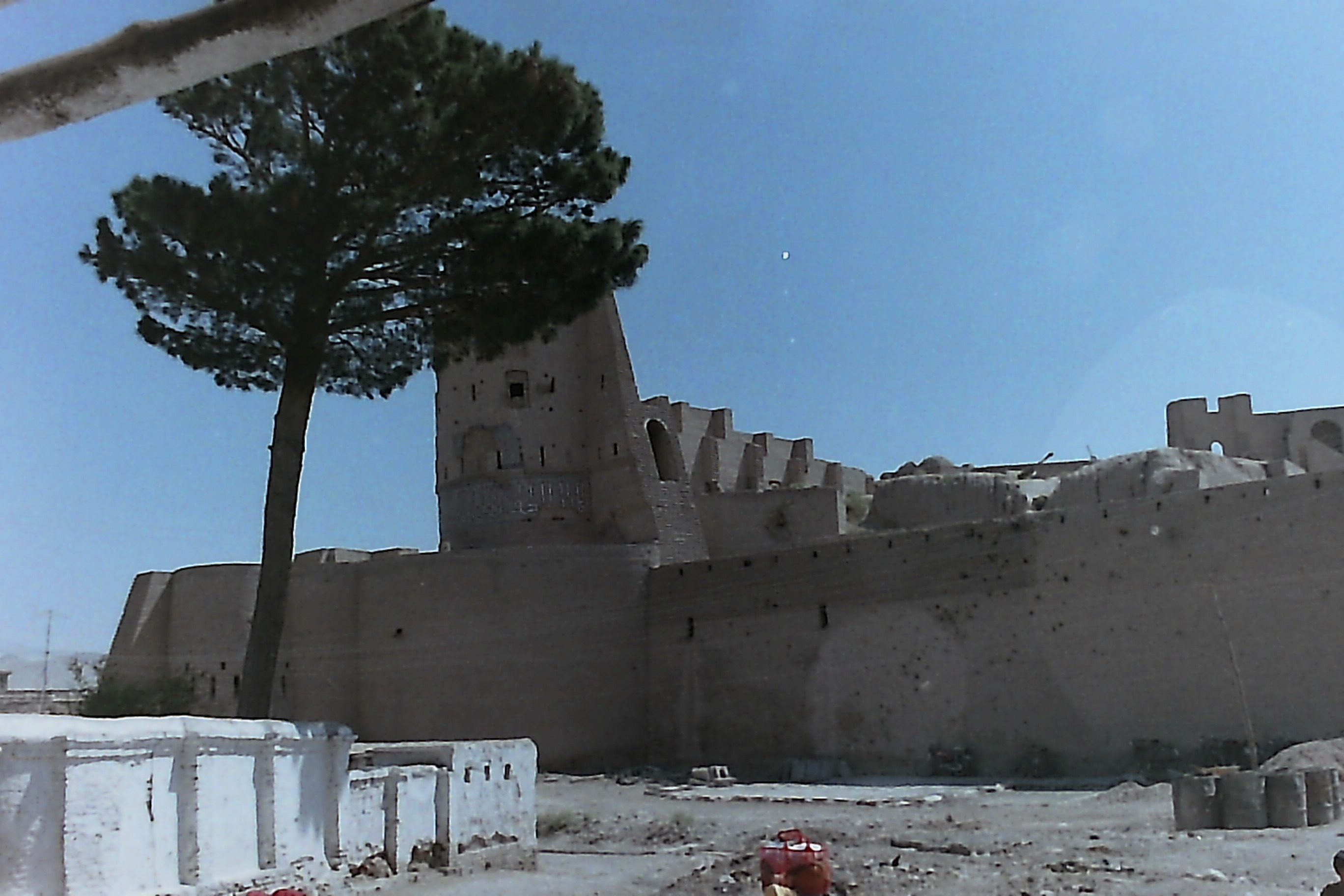
ヘラート城

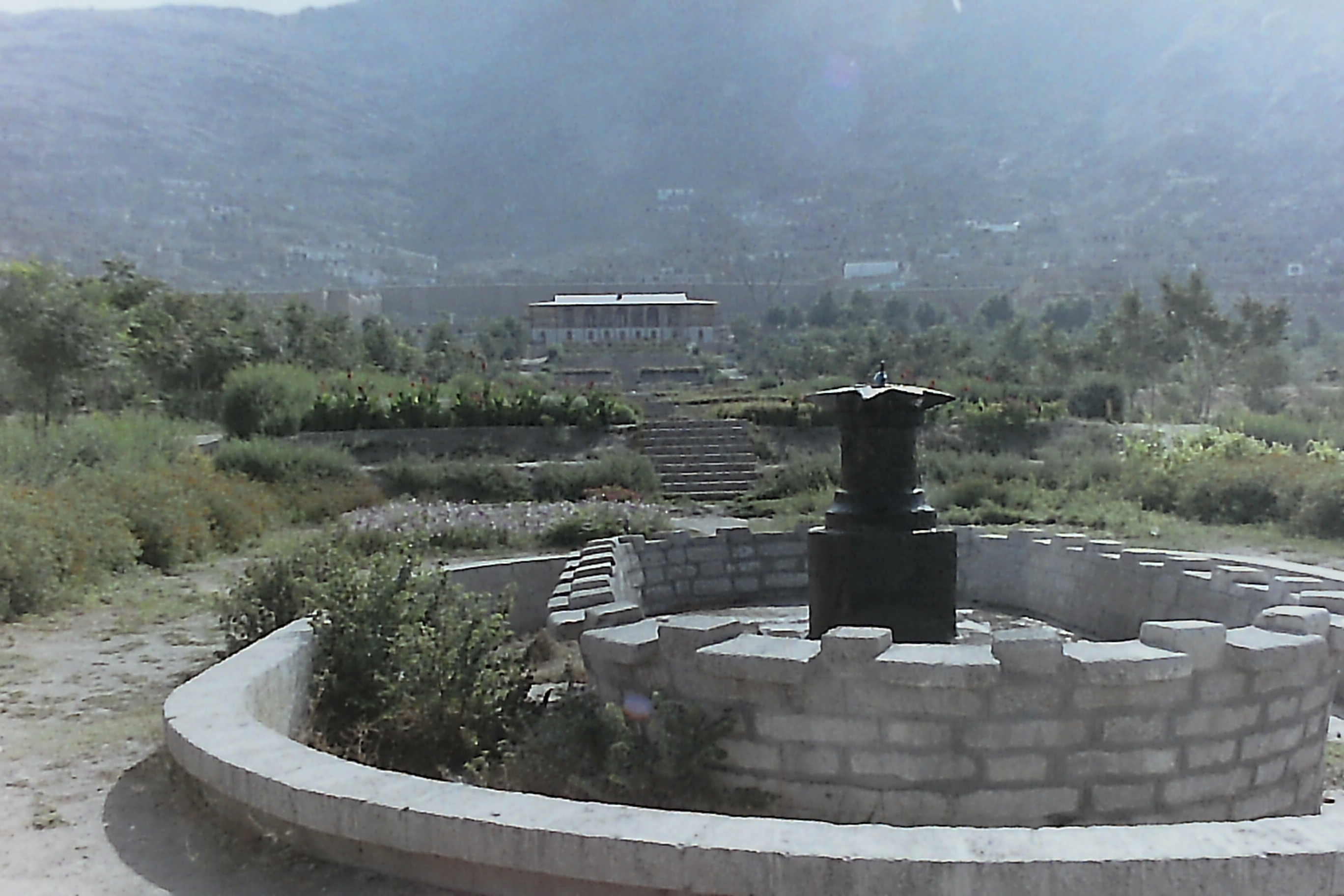
バーブル・バーグ

なし

## 複合遺産
なし

## 暫定リスト掲載
- バンデ・アミール湖：自然遺産候補（2004年掲載）
- バルフ(古都バクトリア)：文化遺産候補（2004年掲載）
- ヘラート：文化遺産候補（2004年掲載）
- バーブル・バーグ：文化遺産候補（2009年掲載）